# Agnès Arnauld

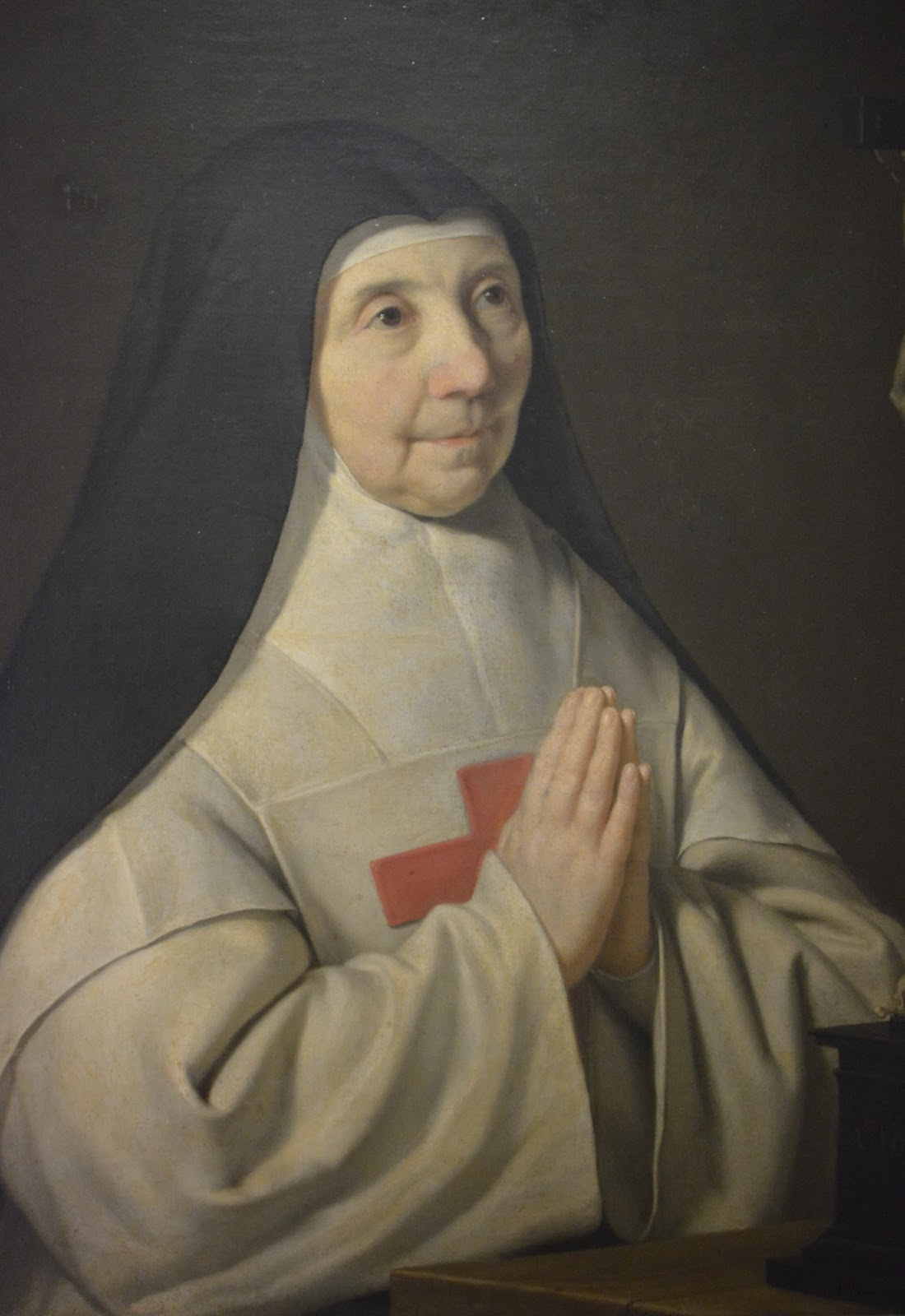
Madre Agnès Arnault (1593 - 1671) por Philippe de Champaigne (1662).

Jeanne-Catherine-Agnès Arnauld o Madre Agnès Arnauld (París, 31 de diciembre de 1593-Magny-les-Hameaux, 19 de febrero de 1671) fue una abadesa francesa cisterciense de la Abadía de Port-Royal, cerca de París y una figura importante en el jansenismo francés.

## Biografía
Era hermana de Antoine Arnauld, «el Gran Arnauld» y de la Madre Angélica Arnauld, a quien sucedió como abadesa de la abadía de Port-Royal des Champs de Paris en 1658 liderándola durante el período antijansenista más represivo. Organizó el movimiento contra la firma del Formulario de Alejandro VII (Controversia del formulario), enfrentándose a Hardouin de Péréfixe, arzobispo de París. 
También fue la autora de las Constituciones de Port-Royal, un texto que reformó material y espiritualmente el reglamento de la abadía en un espíritu de renovación cisterciense. 

## Obras
- L'image d'une religieuse parfaite, et d'une imparfaite; avec les Occupations intérieures pour toute la journée. París, 1666.
- Les Constitutions du monastère de Port Royal du S. Sacrement. París 1721.
- Lettres de la mère Agnès Arnauld, abbesse de Port-Royal. París 1858.